# 市橋政信
市橋 政信（いちはし まさのぶ）は、近江仁正寺藩の第2代藩主。仁正寺藩市橋家3代。
初代藩主・市橋長政の長男。母は小山田茂誠の娘。
元和9年（1623年）10月5日、江戸で生まれる。幼名は兵吉。寛永6年（1629年）12月、将軍徳川家光にお目見えする。慶安元年（1648年）6月14日、父が死去したため跡を継ぐ。このとき、弟の政直に近江国蒲生郡内で4,000石（または1,000石）を分与した。同年12月晦日、従五位下下総守に叙任する。駿府城の加番や京都警護などを務めている。
元禄17年（1704年）1月1日、82歳で死去し、跡を甥で養嗣子の信直が継いだ。

## 系譜
父母
- 市橋長政（父）
- 小山田茂誠の娘（母）

正室、継室
- 寿香院 ー 板倉重宗の娘（正室）
- 溝口宣直の娘（継室）

子女
- 市橋政房（長男）
- 市橋政勝（四男）
- 市橋信治（五男）
- 蒔田定次継室
- 山崎義方正室

養子
- 市橋利政 ー 市橋長綱の次男、後に廃嫡
- 市橋信直 ー 市橋政直の長男